# Stress oxydant
Ne doit pas être confondu avec Explosion oxydative.

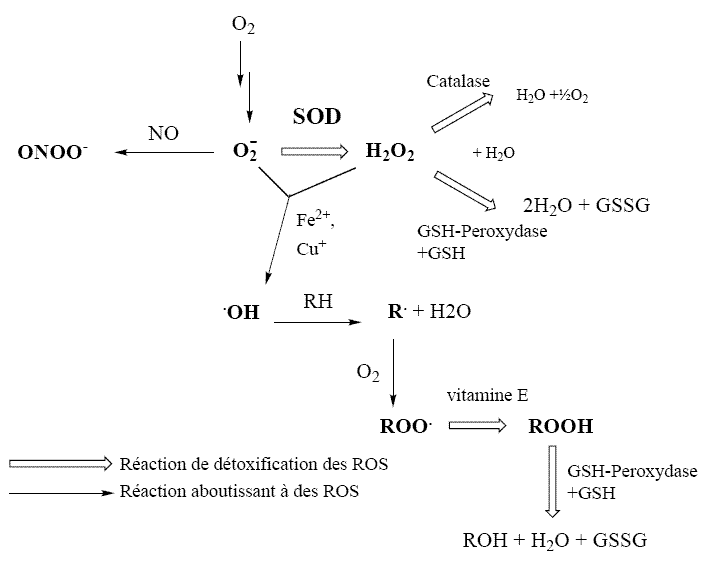
Les espèces réactives oxygénées (abréviation anglaise : ROS) et leur système de détoxification (version simplifiée). SOD : superoxyde dismutase, GSH-peroxydase : glutathion peroxydase. Si ce système est submergé, il y a une situation de stress oxydant.

Le stress oxydant, appelé aussi stress oxydatif (anglicisme) ou pression oxydative, est un type d'agression des constituants de la cellule. Il apparait quand des espèces réactives oxygénées (ou radicaux libres) et/ou des espèces réactives oxygénées et azotées oxydant pénètrent la cellule ou s'y forment ; ces molécules sont instables et très cytotoxiques car elles « oxydent » d'autres molécules en leur soustrayant un électron ce qui les rend à leur tour instables. 

Ces espèces peuvent être ou non des radicaux. Les trois plus connues sont l'anion superoxyde (O2•−), le radical hydroxyle (HO•) et le peroxyde d'hydrogène (H2O2) ; ce peroxyde d'hydrogène naturellement produit par le métabolisme cellulaire, en présence de fer (sous forme ionique, fer ferreux Fe2+) produit des radicaux hydroxyle (réaction de Fenton) intracellulaires très toxiques, mais dans une cellule saine il est neutralisé presque en temps réel par du glutathion (qui le transforme en eau).

## Abréviations
ROS désigne en anglais : reactive oxygen species (espèces réactives de l'oxygène ou en français ERO). RNS est l'acronyme de reactive nitrogen species (espèces réactives de l'azote ou ERN en français, N pour nitrogen étant le symbole de l'azote). Ces radicaux libres sont regroupés sous le terme de RONS, reactive oxygen and nitrogen species (espèces réactives de l'oxygène et de l'azote, ou ERON).

## Causes
Le stress oxydatif est induit par divers stress cellulaires biotiques et abiotiques (attaque de pathogènes, stress hydrique, thermique, excès de salinité…).
| Sources de pressions oxydantes                         |
| ------------------------------------------------------ |
| alcool, tabac                                          |
| déséquilibre alimentaire (manque de fruits et légumes) |
| ensoleillement, rayonnements                           |
| pollution, pesticides, ozone                           |
| infections, surcharge en fer                           |
| médicaments, pilule contraceptive                      |
| exercice intense ou mal géré                           |

## Physiologie
La production de ROS et RONS est normale pour tous les organismes vivant en aérobie et ne constitue pas, en soi, une situation de stress oxydant. En effet, la cellule dispose d'un système complexe de détoxification contre les ROS comprenant plusieurs lignes de défense qui agissent de manière synergique : 
1. Une première ligne de défense qui met en jeu des anti-oxydants endogènes agissant de manière préventive. Cette ligne comprend plus de 1 400 enzymes constitutives de type oxydoréductase (superoxyde dismutase, catalase, glutathion peroxydase, etc.) associées à leurs cofacteurs (zinc, sélénium, cuivre, manganèse), et des protéines liant des métaux de transition (albumine, transferrine, ferritine, ferroxidase…) ;
2. Une seconde ligne de défense fait intervenir des molécules antioxydantes capables de piéger et d'inactiver les radicaux libres (« piégeurs » appelés « scavengers » — éboueurs — dans le langage de la biochimie). Elle est constituée de scavengers exogènes (apportés par l'alimentation, ce sont essentiellement la vitamine A, vitamine C, vitamine E, les caroténoïdes, les polyphénols dont les flavonoïdes et les tanins…) qui donnent des électrons aux radicaux très réactifs pour former d'autres radicaux beaucoup moins réactifs et qui sont recyclés ;
3. Une troisième ligne de défense est constituée de systèmes de réparation de l'ADN (enzymes de réparation de l'ADN), de lipides (hydrolyse sélective des acides gras oxydés) ou de protéines oxydées (enzymes protéolytiques, protéines chaperons) et d'élimination des molécules altérées ;
4. Une quatrième de ligne de défense fait intervenir un mécanisme adaptatif, les ROS activant des voies de signalisation cellulaire via l'induction de la synthèse d'enzymes (glutathion S-transférases, thiorédoxine réductases…)[3],[4].

En situation physiologique, l'anion superoxyde (O2•–) est produit essentiellement par les NADPH oxydases (NOX) dont on connaît cinq isoenzymes, et le monoxyde d'azote (NO•) par la famille des NO synthases (plusieurs isoformes).

## Situation pathologique
Le stress oxydant devient une situation pathologique dès que le système de protection est submergé par les ROS et RONS.
Ceci peut être par exemple dû à :
- l'introduction dans la cellule de radicaux ou d'espèces réactives oxygénées (polluants photochimiques pénétrant l'organisme via le système respiratoire, l'alimentation ou les muqueuses) ;
- une surproduction de ROS et RONS induite par des processus de type ischémie-reperfusion qui sont à l'origine d'une partie des rejets des greffes ou à la présence de certains composés chimiques prooxydants tels que le méthylviologène ;
- un défaut du système de protection, par exemple une mutation inactivant une des enzymes du système de protection ou une carence en une des vitamines ;
- l'introduction dans la cellule, ou dans un organe, de molécules hautement réactives, par exemple des nanoparticules (très petites et à surface spécifique très développée). Si ces nanoparticules sont nombreuses, les macrophages n'arrivent plus à les traiter et peuvent libérer leurs oxydants dans l'organisme en provoquant une réaction inflammatoire exacerbée.
- une trop forte ou trop longue exposition solaire qui entraîne une photooxydation (oxydation par la lumière).

Le stress oxydant est un facteur d'inflammation et de mutagenèse, mais il est aussi considéré comme une des principales causes de cancer et jouerait un rôle dans la maladie d'Alzheimer, comme dans plusieurs affections plus courantes telles que les maladies cardiovasculaires, les accidents cérébrovasculaires, l'arthrite rhumatoïde ou les cataractes. Les antioxydants bien dosés pourraient théoriquement diminuer ces dégâts mais cela reste à démontrer.
Par ailleurs, les macrophages produisent, à l'aide de l'enzyme myéloperoxydase, des ions hypochlorite ClO− qui causent la mort des bactéries pathogènes en provoquant une situation de stress oxydant au sein de celles-ci.
La racine d’Astragale est utilisée pour les déficits neurologiques associés aux phénomènes oxydatifs du vieillissement. Selon une étude, l’astragale protège les mitochondries en piégeant les espèces réactives de l'oxygène, en inhibant la perméabilité mitochondriale et en augmentant les activités des anti-oxydases

### Exemples de ROS et RONS
- Le radical superoxyde O2•−
- Le peroxyde d'hydrogène H2O2
- L'ion hypochlorite ClO−
- Le radical hydroxyle HO•
- Les radicaux peroxyde (ROO•) et alkoxyle (RO•), où R est une chaîne carbonée
- Les radicaux dérivant d'acides gras insaturés
- Le peroxynitrite ONOO•
- Le monoxyde d'azote NO•
- L'oxygène singulet 1O2

## Chez les micro-organismes
Outre un mécanisme de réparation en temps réel, ces organismes ont une stratégie préventive de protection contre le stress oxydatif : ils stockent les molécules nécessaire à la gestion du stress oxydatif. En juillet 2019, des chercheurs anglais ont montré que certaines bactéries ainsi que les levures, en période de non-stress, adaptent leur métabolisme pour stocker de la lysine (acide aminé), jusqu’à environ 100 fois la quantité nécessaire à leur seule croissance. 
Ce stock leur sera potentiellement utile quand il leur faudra se défendre contre un stress oxydatif, car synthétiser la lysine leur fait consommer du NADPH (précurseur de l'antioxydant glutathion). En stockant la lysine ces microorganismes économisent leur NADPH et entretiennent leur stock de glutathion (jusqu'à 8 fois plus de stock) . L’accumulation de lysine est source de cadavérine (molécule de l’odeur de cadavre) notent les auteurs de l'étude.  

## Chez les plantes
Les végétaux disposent de molécules « signal », les éliciteurs qui « se lient de façon spécifique à des récepteurs membranaires entraînant une dépolarisation instantanée de cette membrane accompagnée d’une production massive de formes actives de l’oxygène (FAO), un phénomène nommé burst oxydatif, ou stress oxydatif. La suite des évènements inclut une modification intense des flux ioniques, une réaction de phosphorylation/déphosphorylation (en) des protéines et l’activation de molécules capables d’acheminer les messages de stress au noyau où seront stimulés les gènes de défense ».